# Sztuki piękne (album)
Sztuki piękne – debiutancki album studyjny polskiego zespołu braci Kacperczyk. Wydawnictwo ukazało się 14 lutego 2020 roku nakładem wytwórni muzycznej SBM Label, jako pierwsze alternatywne wydawnictwo tej wytwórni. Album uzyskał 20 miejsce na liście OLiS w pierwszym tygodniu od wydania.

## Lista utworów[2]
1. „Sztuki piękne”
2. „Iggy”
3. „Chwile”
4. „14.02” (gościnnie: Ten Typ Mes)
5. „Jumbo Jet”
6. „Kalejdoskop” (gościnnie: Gverilla)
7. „H4R1BO”
8. „Nie wyjadę” (gościnnie: Jan-Rapowanie)
9. „Blask” (gościnnie: Ralph Kaminski)
10. „Beton”
11. „Zombie” (gościnnie: Białas)
12. „Zdjęcia”